# エクスタシア・サンダース
エクスタシア・サンダース（Ecstasia Sanders、1985年7月15日 - ）は、カナダの女優。

## 出演作品
- 沈黙の掟　TRUE JUSTICE2 PART2
- 沈黙の牙　TRUE JUSTICE2 PART3
- ＥＮＤＧＡＭＥ　～天才バラガンの推理ゲーム
- サイク/名探偵はサイキック? シーズン4
- ドクター・ドリトル3
- ファイナル・デッドコースター